# ホスホリボシルアミノイミダゾールカルボキシラーゼ
ホスホリボシルアミノイミダゾールカルボキシラーゼ(phosphoribosylaminoimidazole carboxylase)またはアミノイミダゾールリボヌクレオチドカルボキシラーゼ(aminoimidazole ribonucleotide carboxylase, AIRC)はプリン塩基のde novo合成に関わる酵素で、以下の化学反応を触媒する。
5-アミノ-1-(5-ホスホ-D-リボシル)イミダゾール-4-カルボキシラート {\displaystyle \rightleftharpoons } 5-アミノ-1-(5-ホスホ-D-リボシル)イミダゾール + CO2